# Алфери, Никифор
Никифор Алфери (англ. Nikephor Alphery, имя при рождении Никифор Олферьев сын Григорьев; 1586—1666) — английский священник XVII века, выходец из Русского царства.

## Биография
В 1601—1603 годах Борис Годунов, предприняв первую в истории России попытку начать подготовку национальных кадров, направил примерно два десятка русских студентов для обучения в западноевропейских университетах. В их число входил и Никифор Олферьев, сын Григорьев, который в 1602 году, вместе с тремя другими юношами, такими же, как и он, боярскими детьми из дьяческих семей, был отправлен в Англию изучать языки, чтобы впоследствии служить переводчиками при Посольском приказе. Царь Борис лично просил в письме королеву Елизавету I, чтобы русским студентам было позволено получить образование, но при этом сохранить свою веру. Юношам предстояло обучаться английскому языку и латыни, с этой целью их предполагалось определить в различные учебные заведения Англии.
Во время Смуты о студентах забыли и вспомнили только через 10 лет: в 1613—1621 годах русским посольством было предпринято несколько попыток вернуть их обратно в Россию. Однако эти попытки не увенчались успехом — троих соратников Никифора найти вообще не удалось, а сам Никифор, несмотря на уговоры, возвращаться в Россию отказался, сославшись на то, что уклонился от веры отцов в англиканство. Тайный совет Англии решил не неволить Никифора и разрешить ему остаться в Англии. К 1621 году последний уже вполне натурализовался: он успел отучиться в Кембриджском университете, стал англиканским священником (в 1618 году получил приход в Хантингдоншире), женился и обзавёлся детьми.
В следующую четверть века в жизни английского пастора Никифора Альфери (Nikephor Alphery — так или примерно так его имя стало писаться по-английски), судя по скудности документальных свидетельств, не случилось ничего примечательного. Но в 1643 году, после начала Английской революции, он не только лишился прихода и сана, но и был выгнан воинствующими пуританами из принадлежащего ему дома в деревне Вулли (англ. Woolley) вместе с женой и детьми. Оставшись без средств к существованию, он долгое время жил, вероятно, за счёт того, что преемник Алфери по приходу платил ему пятую часть церковного дохода.
В должности Алфери снова был восстановлен лишь в 1660 году, после реставрации английской монархии. Однако исполнять обязанности священника в преклонном возрасте ему было уже тяжело. Вскоре он ушёл в отставку и поселился в доме своего старшего сына в Хаммерсмите (графство Мидлсекс). Умер Никифор Алфери в 1666 году. В браке с Джоанной Бетт (англ. Joanna Bett, 1593—1654) имел 11 детей.
Биография Алфери была описана Джоном Уолкером (англ. John Walker) в книге «Страдания духовенства» (англ. «Sufferings of the Clergy», 1714) как один из примеров крепости духа священника перед лицом мирских страданий, а затем вошла в Британскую Биографическую Энциклопедию (1747) и другие биографические справочники, однако не всей сообщённой там информации, во многом основанной на слухах, можно доверять. Например, Уолкер сообщает, что Алфери принадлежал к царской фамилии и был вывезен из России для спасения от политических преследований, а после окончания Смуты его дважды приглашали на родину, чтобы «возвести его на трон его предков», что, разумеется, является вымыслом.

## Родственники в России
Никифор Олферьев — сын дьяка Григория Михайловича Олферьева и Анны Васильевны.
Алферий Григорьев впервые упоминается в источниках в ноябре 1568 года, когда он в качестве подьячего присутствовал при встрече литовского посланника. В 1572 году он принимал участие в Шведском походе из Новгорода в свите Ивана Грозного, участвовал в штурме Вейсенштейна К началу 1570-х стал дьяком, возглавил Казённый двор. В 1587—1589 годах был дьяком в Твери и Новоторжке. В 1577—1578 годах ему принадлежал жеребей села Воскресенского.
В России у Никифора остались братья Семён и Иван, а также дети Степан, Фёдор и Елизар.

## В художественной литературе
- Акунин, Борис. Русский в Англии. Самоучитель по беллетристике.. — Альпина Паблишер, 2022. — ISBN 978-5-9614-7368-1.